# Jean Negulesco
Jean Negulesco właśc. Jean Negulescu (ur. 26 lutego 1900 w Krajowej, Rumunia, zm. 18 lipca 1993 w Marbelli, Hiszpania) – amerykański reżyser filmowy pochodzenia rumuńskiego nominowany w 1949 do Oscara za reżyserię filmu Johnny Belinda (1948).
W młodości malował w Bukareszcie. W 1927 przeniósł się do Nowego Jorku, gdzie wystawiano jego obrazy. W połowie lat 1930. związany z branżą filmową początkowo jako asystent producenta i reżysera. Zrealizował kilka krótkometrażówek dla Warner Brothers. W 1941 zadebiutował jako samodzielny reżyser filmem Singapore Woman.
Mąż Dusty Anderson (1946–1993) aktorki i słynnej pin-up girl z okresu II wojny światowej.
Od zakończenia kariery w końcu lat 60. mieszkał w Hiszpanii, gdzie zmarł.
W 1984 wydał autobiografię pt. Things I Did and Things I Think twierdząc w niej m.in. że urodził się 29 lutego 1900, a datę zmienił ze względu na to, że urodził się w roku przestępnym, który faktycznie nie był przestępnym, tak więc daty 29 lutego 1900 nigdy nie było.

## Wybrana filmografia

### Reżyser
- Singapore Woman (1941)
- Maska Dimitriosa (1944)
- Troje nieznajomych (1946)
- Nikt nie żyje wiecznie (1946)
- Humoreska (1946)
- Johnny Belinda (1948)
- Długa droga do domu (1950)
- Telefon do nieznajomego (1952)
- Titanic (1953)
- Jak poślubić milionera (1953)
- Trzy monety w fontannie (1954)
- Deszcze w Ranchipur (1955)
- Tajemniczy opiekun (1955)
- Chłopiec na delfinie (1957)
- Pewien uśmiech (1958)
- Wszystko, co najlepsze (1959)